# Benoît Lecomte
Benoît Lecomte (* 1967) je americký dálkový plavec francouzského původu. Podle mnoha médií se stal prvním člověkem, který přeplaval Atlantský oceán. Toto tvrzení bylo ale zamítnuto a není oficiálně uznáno v Guinnessově knize rekordů kvůli skutečnosti, že odpočíval a spal na lodi, když se plavila a postupovala směrem ke konečnému cíli.

## Přeplavání Atlantiku
Lecomte započal plavání ve městě Hyannis v Massachusetts 16. března 1998 a zakončil ho o šest měsíců později ve francouzském městě Quiberon. Během sedmdesátitřídenní cesty urazil bezmála 6 tisíc kilometrů. Uvedeným účelem plavání bylo získat peníze na výzkum rakoviny jako poctu jeho zesnulému otci.